# Chrigel Maurer
Christian «Chrigel» Maurer (* 27. Juli 1982) ist ein Schweizer Gleitschirmpilot aus Adelboden.

## Werdegang
Nach seiner Lehre als Maurer war er als Test- und Wettkampfpilot beim Schweizer Gleitschirmhersteller Advance beschäftigt. Seit Dezember 2012 ist er hauptberuflicher Wettkampfpilot, Speaker und Coach.
Er ist sowohl im Streckenfliegen als auch im Gleitschirm-Akro und Hike and Fly bzw. Biwakfliegen mit herausragenden Resultaten aktiv.
Im Herbst 2023 erschien das erste Buch über den «Adler von Adelboden». In Zusammenarbeit mit dem Lokaljournalisten Reto Koller beschreibt es unter dem Titel «Chrigel Maurer – Der Überflieger» seinen Werdegang zum hauptberuflichen Gleitschirmpiloten und enthält viele Geschichten aus 25 Jahren Gleitschirm-Erfahrung.
Am 27. Oktober 2023 erschien eine Rezension.
Am 2. Mai 2024 feierte im Kino Adelboden der 50-minütige Dokumentarfilm Chrigel Maurer – Der Überflieger von Filmproduzent Sven Allenbach Premiere. Das Schweizer Fernsehen SRF strahlte den Film am 27. Juni 2024 in der Rubrik SRF Dok aus.
Am 30. Juli 2024 beendete er mit der Landung an seinem Wohnort Frutigen das Projekt xPeaks.
Nach lediglich 51 Tagen stand er zusammen mit seinem Berg- und Gleitschirmpartner, dem Bergführer und früheren Wettkampfpiloten Peter von Känel, auf allen 82 Viertausendern der Alpen.

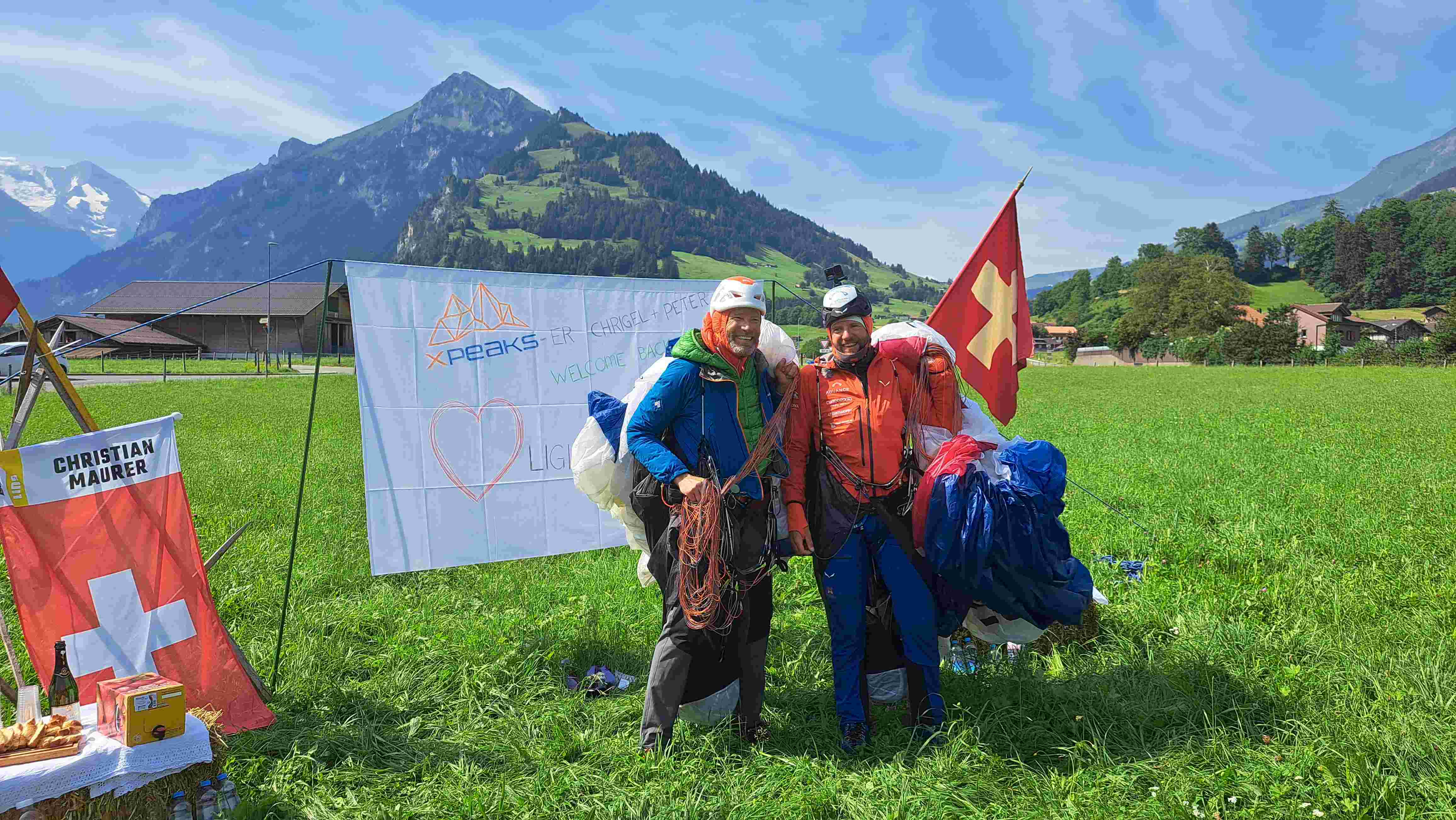
Chrigel Maurer Peter von Känel nach Abschluss des xPeaks-Projektes am

Ziel des Projekts war, innert maximal 72 Tagen erstmals alle 82 Gipfel ausschliesslich zu Fuss und per Gleitschirm zu besteigen. Die selbst auferlegten Regeln erlaubten die Fortbewegung nur zu Fuss oder per Gleitschirm, keine anderen Transportmittel wie beispielsweise Seilbahnen, öffentliche Verkehrsmittel oder Fahrräder sowie die Eigenständigkeit bezüglich Material ohne Materialaustausch während der Tour, ausser Ersatz bei Defekten, waren erlaubt. Ebenfalls begleitete kein Begleitfahrzeug die Touren.

## Die wichtigsten sportlichen Erfolge
| Jahr | Bewerb                                     | Rang |
| ---- | ------------------------------------------ | ---- |
| 2000 | Junior Challenge                           | 1    |
| 2004 | Cross Country Cup – Offene Klasse          | 2    |
| 2004 | Gleitschirm-Schweizermeisterschaft         | 1    |
| 2004 | Gleitschirm-Europameisterschaft            | 1    |
| 2004 | Red Bull Vertigo                           | 2    |
| 2004 | Gleitschirm-Europameisterschaft            | 2    |
| 2005 | Cross Country Cup – Offene Klasse          | 1    |
| 2005 | Paragliding World Cup                      | 1    |
| 2006 | Gleitschirm-Schweizermeisterschaft         | 1    |
| 2006 | Paragliding World Cup                      | 1    |
| 2006 | FAI Gleitschirmakrobatik Weltmeisterschaft | 2    |
| 2007 | Paragliding World Cup                      | 1    |
| 2008 | Delta-Schweizermeisterschaft               | 1    |
| 2008 | Akro-Schweizermeisterschaft                | 1    |
| 2008 | Cross Country Cup – Offene Klasse          | 1    |
| 2009 | Red Bull X-Alps                            | 1    |
| 2011 | Red Bull X-Alps                            | 1    |
| 2013 | Gleitschirm-Schweizermeisterschaft         | 1    |
| 2013 | Red Bull X-Alps                            | 1    |
| 2014 | X-Pyr                                      | 1    |
| 2015 | Red Bull X-Alps                            | 1    |
| 2016 | Dolomitenmann                              | 1    |
| 2016 | X-Pyr                                      | 1    |
| 2017 | Red Bull X-Alps                            | 1    |
| 2018 | X-Pyr                                      | 1    |
| 2018 | Eigertour                                  | 1    |
| 2019 | Eigertour                                  | 1    |
| 2019 | Red Bull X-Alps                            | 1    |
| 2020 | Dolomitisuperfly                           | 2    |
| 2020 | Eigertour                                  | 1    |
| 2020 | Dolomitenmann                              | 1    |
| 2021 | Red Bull X-Alps                            | 1    |
| 2021 | Eigertour                                  | 1    |
| 2021 | Gleitschirm-Schweizermeisterschaft         | 1    |
| 2021 | Dolomitenmann (Einzel und Team)            | 1    |
| 2022 | X-Pyr                                      | 1    |
| 2022 | Eigertour                                  | 1    |
| 2022 | Dolomitenmann (Einzel und Team)            | 1    |
| 2023 | Red Bull X-Alps                            | 1    |
| 2023 | Eigertour                                  | 1    |
| 2024 | Paragliding World Cup Grindelwald          | 3    |

### Rekorde
Maurer war Weltrekordhalter im Infinity Tumbling, den Rekord stellte er 2009 mit 210 Turns auf. Einen weiteren Weltrekord hielt er von 2006 bis 2011 durch ein FAI-Dreieck über 266 km im Wallis. Am 2. Juni 2019 holte er sich den FAI-Dreieck Weltrekord mit einem Flug von 343 km vom Niesen zurück.
Zudem stellte er 2004 einen Europarekord mit 323 km im Streckenflug vom Niesen am Thunersee nach Landeck in Tirol auf. Zusätzlich gewann er acht der bisherigen elf Red Bull X-Alps Wettbewerbe (bei acht Starts).